# Göran Salander
Göran Salander, född 19 juli 1910 i Stockholm, död 14 januari 1965 i Oscars församling i Stockholm, var en svensk förlagsredaktör och översättare. 
Salander var från 1943 och fram till sin död chef för den litterära redaktionen på Norstedts förlag. Han är också känd för att han 1962 vann Tusenkampen, ett frågesportprogram i radio. Han översatte från tyska, franska och engelska och bland författare han ägnade sig åt märks franska klassiker som Voltaire och Rousseau, men också populära samtida engelskspråkiga författare som Dorothy Sayers och Graham Greene.
Göran Salander var enda barnet till båtkonstruktören Erik Salander (1883–1957) och dennes hustru skådespelerskan Hermine Bergvall-Salander. De är begravda på Norra begravningsplatsen utanför Stockholm.

## Översättningar (urval)
- Richard Boleslavski och Helen Woodward: Brutna lansar: mellan två eldar i Moskva (Lances Down) (Wahlström & Widstrand, 1934)
- Jean-Jacques Rousseau, Rousseau i urval och med inledning av Romain Rolland (Bonniers, 1942)
- Antoine de Saint-Exupéry: Spaning mot Arras (Pilote de guerre) (Bonniers, 1942)
- Voltaire, Voltaire i urval av André Maurois (Bonniers, 1942)
- Richard Hillary: Den yttersta fienden (The Last Enemy) (Bonniers, 1943)
- William Earl Johns: Biggles i Finland (Biggles Sees it Through) (Bonniers, 1943)
- Ellery Queen: Mr Queen har otur (Calamity Town) (Bonniers, 1943)
- Ralph Bates: Paradisfälten (The Fields of Paradise) (Bonniers, 1944)
- Sinclair Lewis: Gideon Planish (Norstedts, 1945)
- Graham Greene: Hjärtpunkten (The Heart of the Matter) (Norstedts, 1948)
- Graham Greene: Ögonvittnet och andra noveller (Nineteen Stories) (Norstedts, 1950)
- Graham Greene: Hemlig agent (The Confidential Agent) (Norstedts, 1953)
- Nicholas Blake (pseud. för Cecil Day-Lewis): Stenbrottet (The Dreadful Hollow) (Norstedts, 1954)
- Graham Greene: De skeppsbrutna (England Made Me; översatt tillsammans med Hans-Eric Holger) (Norstedts, 1954)
- Graham Greene: Förloraren tar hem spelet (Loser Takes All) (Norstedts, 1955)
- Angus Wilson: Britter emellan (Anglo-Saxon Attitudes) (Norstedts, 1958)
- Fredric Warburg: En syssla för gentlemän: en Londonförläggares memoarer (An Occupation for Gentlemen) (Norstedts, 1959)
- Angus Wilson: Efter sommaren (The Middle Age of Mrs. Eliot) (Norstedts, 1961)
- Nicholas Blake: Dödsmasken (The Worm of Death) (Norstedts, 1962)
- Laurens van der Post: Kornet och såningsmannen (The Seed and the Sower; översatt tillsammans med Maj Lorents) (Norstedts, 1966)